# Argos d'Acaia
|  | Per a altres significats, vegeu «Argos». |

Argos (en llatí Argus, en grec antic Ἄργος) era una ciutat d'Acaia, coneguda també com a Argos Amfíloc (Ἄργος τὸ Ἀμφιλοχικόν) perquè era la capital d'Amfilòquia, a la part oriental del golf d'Ambràcia, a la riba del riu Ínac. El seu territori es deia Argèia (Ἀργεία).
els seus habitants deien que el seu origen provenia d'una colònia de la ciutat d'Argos de l'Argòlida. Altres llegendes diuen que la va fundar Amfíloc, fill d'Amfiarau, després de la Guerra de Troia, que no estava satisfet de com anaven les coses a Argos i va emigrar cap aquests territoris, fundant una ciutat amb el mateix nom. Una altra versió diu que va ser fundada per Alcmeó, que la va anomenar així en honor del seu germà Amfíloc, segons diuen Tucídides i Estrabó.
Al començament de la guerra del Peloponès els argius amfiloquis eren considerats un poble bàrbar i no hel·lènic, i només una part estava hel·lenitzada. Es van establir allí alguns colons d'Ambràcia, però els ambraciotes van expulsar els habitants originals i van dominar la ciutat i el seu territori. Els expulsats es van posar sota protecció dels acarnanis i ambdós pobles van demanar ajut a Atenes que va enviar una força militar dirigida per Formió que va ocupar Argos, va vendre als ambraciotes com a esclaus, i va retornar la ciutat als amfiloquis potser cap a l'any 432 aC.
L'any 430 aC els ambraciotes desitjosos de recuperar la ciutat, van tornar a atacar Argos però no la van poder ocupar i es van retirar després d'assolar el territori. El 426 aC un altre cop van tornar a atacar la ciutat. Havien rebut la promesa d'ajut del cap espartà Euríloc, que era a Etòlia, que va marxar amb 3000 hoplites contra Argos, van ocupar Olpes (Ὄλπαι), un turó fortificat prop del golf d'Ambràcia i a uns 25 estadis (uns 5 km) de la ciutat. Els acarnanis van marxar també en ajut d'Argos i van prendre posició a Crenai, prop d'Argos. Euríloc va passar a Acarnània i es va reunir amb els ambraciotes a Olpes. Va establir la seva posició a la veïna Metròpolis (Μητρόπολις) després de conquerir-la. El general Demòstenes d'Atenes, cridat pels acarnanis, va arribar al golf d'Ambràcia amb 20 naus i va acampar prop d'Olpes, quedant els dos exèrcits separats només per un barranc molt fondo. Demòstenes, veient que el lloc era propici per preparar emboscades, va amagar una part dels seus soldats a la zona boscosa i en lliurar-se batalla els amagats van atacar per sorpresa la rereguarda enemiga i els atenencs van obtenir la victòria. Euríloc va morir en la lluita però mentrestant els ambraciotes havien enviat una força que va entrar a Amfilòquia just el mateix dia que es lliurava la batalla d'Olpes. Demòstenes, després de la seva victòria, va marxar contra els ambraciotes que havien reunit una gran força militar i havien entrat a la comarca. La batalla es va lliurar en un coll estret damunt de la ciutat d'Olpes, en un pas entre dos pics anomenats Idomene (Ἰδομένη). L'Idomene petit sembla que estava a la banda nord del pas, i el gran Idomene era al sud, on els ambraciotes s'havien congregat a passar la nit. Demòstenes va enviar un destacament a ocupar el pic més alt, i després va ocupar el pas durant la nit. Els ambraciotes no sabien res de la derrota dels seus compatriotes, ni van sentir l'arribada de Demòstenes, que els va atacar quan encara dormien i va obtenir una nova victòria sense trobar quasi resistència. Tucídides diu que la quantitat d'ambraciotes morts va ser més gran que la que va patir cap altra ciutat grega abans de la Pau de Nícies. Ambràcia va quedar sense possibilitat de resposta per manca de soldats, però Demòstenes no la va atacar, i Acarnània no va voler ocupar el territori per por que els atenencs fossin encara pitjors veïns. Acarnània i Amfilòquia van signar la pau amb Ambràcia.
Poca cosa més se sap de la història de la ciutat. Un temps després de la mort d'Alexandre el Gran, Argos va caure en mans dels etolis junt amb tota l'Ambràcia. El tractat pel qual Etòlia es rendia a Roma es va signar a Argos entre els representants etolis i el general Marc Fulvi Nobílior segons Titus Livi.
L'any 30 aC els habitants d'Argos van ser traslladats a la ciutat de Nicòpolis, fundada per August després de la seva victòria a Àccium, i la ciutat va quedar deshabitada, encara que autors posteriors com Plini el vell i Claudi Ptolemeu, la mencionen.
Es pensa que pot correspondre a les ruïnes d'una antiga ciutat que es troben a l'actual Neokhori.